# Крохино (Судоверфское сельское поселение)
В Рыбинском районе есть ещё одна деревня с таким названием — в Арефинском сельском поселении.
Крохино — деревня Макаровской сельской администрации Судоверфского сельского поселения Рыбинского района Ярославской области .
Деревня расположена на северо-западной окраине города Рыбинска, к западу от железнодорожной ветки местного промышленного назначения, ведущей от станции Рыбинск на левый берег Волги через плотину и шлюзы Рыбинского водохранилища. Южнее Крохино, в долине Фоминского ручья, расположены деревни Савино и Спешино, а севернее — Нефедово. Крохино расположено на открытой местности, но к западу от Нефедово обширный лесной массив, в центре которого деревни Большое и Малое Андрейково и Кошелево .
На 1 января 2007 года в деревне не числилось постоянных жителей . Городское почтовое отделение Рыбинск-16 (Переборы) обслуживает в деревне 6 домов. Улицы не именуются .